# Playas de Calabón y El Castro
Las playas de Calabón y El Castro están en el concejo de Cudillero, en el occidente del Principado de Asturias (España) y pertenecen al pueblo de San Marina. Forman parte de la Costa Occidental de Asturias y están dentro del Paisaje Protegido de la Costa Occidental de Asturias, estando catalogadas como paisaje protegido, ZEPA y LIC.

## Descripción
Los entornos de estas playas son vírgenes y su peligrosidad es media. La de Calabón es una playa de muy difícil acceso a la que puede llegarse más fácilmente a través de la contigua Playa de La Gueirúa, con la que tiene en común fragmentos de unos islotes, que son restos de una antigua punta fracturada de cuarzo y pizarra conocida como "la Forcada".
Por su parte la de El Castro, podría calificarse como una diminuta cala, situada entre Castañeras y Santa Marina, que presenta difícil acceso, el cual se realiza a través de una vaguada abierta por un arroyo.
Tiene una desembocadura fluvial y es posible llevar a la mascota. Existe una pequeña cala entre «Calabón» y «El Castro» que en bajamar se comunica con las dos citadas yse la conoce como «Caldeirina». La playa no tiene ningún servicio y las actividades posible son la pesca submarina y la deportiva a caña. Para visitar estas playas hay que ir provisto de calzado fuerte por lo abrupto y cortante del lecho.